# Barbus owenae
Barbus owenae е вид лъчеперка от семейство Шаранови (Cyprinidae).

## Разпространение
Видът е разпространен в Замбия.

## Описание
На дължина достигат до 3,7 cm.